# Shwe Mann
Thura Shwe Mann  (ur. 11 lipca 1947) – birmański wojskowy, emerytowany generał, szef Kolegium Połączonych Szefów Sztabów od 2001 do 2010. Trzeci rangą w Państwowej Radzie Pokoju i Rozwoju, po generale Than Shwe i Maung Aye, juncie wojskowej rządzącej Mjanmą. W 2010 zrezygnował ze stanowisk w armii. Przewodniczący Pyithu Hluttaw, niższej izby parlamentu od 31 stycznia 2011.

## Życiorys
Shwe Mann urodził się w 1947. W 1969 ukończył Akademię Obrony w mieście Maymyo. Przez kolejne lata awansował w strukturach armii. W 1988 osiągnął stopień majora. Uzyskał honorowy tytuł "Thura" za skuteczną akcję w 1989 przeciw Karen National Liberation Army, organizacji dążącej do uzyskania niepodległości przez lud Karenów. Służył jako dowódca regimentu w stanie Karen, a w 1991 jako taktyczny dowódca operacyjny w 66 Dywizji Piechoty Lekkiej w Prome. 
Do 1996 uzyskał stopień generała brygadiera i był odpowiedzialny za bezpieczeństwo w Rangunie jako dowódca elitarnej 11 Dywizji Piechoty Lekkiej w Taukkyan, w pobliżu Rangunu. W 1997 objął dowództwo Wojskowego Regionu Południowo-Zachodniego z siedzibą w Basejn. Jednocześnie de facto stał się członkiem Państwowej Rady Pokoju i Rozwoju (głównego ciała rządzącej junty wojskowej). W 2000 awansował do stopnia generała majora i został stałym członkiem Państwowej Rady Pokoju i Rozwoju. 
W 2001 został przeniesiony do Ministerstwa Obrony, gdzie objął stanowisko szefa Kolegium Połączonych Szefów Sztabów, które zapewniało mu nadzór nad wszystkimi dowódcami sił lądowych, powietrznych i marynarki. W 2002 objął nowo powstały urząd Tatmadaw Nyi Hnying Kutkae Yay Hmu, który dawał mu nadzór nad Birmańskim Biurem Operacji Specjalnych. W 2003 awansował do stopnia generała. 
W sierpniu 2010 zrezygnował ze wszystkich funkcji wojskowych, by jako osoba cywilna wziąć udział w wyborach parlamentarnych zaplanowanych na 7 listopada 2010. W wyborach uzyskał mandat deputowanego z ramienia nowo utworzonego Związku Solidarności i Rozwoju. 31 stycznia 2011 został wybrany przewodniczącym Pyithu Hluttaw, niższej izby birmańskiego parlamentu.